# کریستین بولانوس
کریستین بولانوس (انگلیسی: Christian Bolaños؛ زاده ۱۷ مهٔ ۱۹۸۴) یک بازیکن فوتبال اهل کاستاریکا است.
وی همچنین در تیم ملی فوتبال کاستاریکا بازی کرده‌است.